# Jennifer Falk
Jennifer Falk (født 26. april 1997) er en kvindelig svensk fodboldspiller, der står på mål for svenske BK Häcken i Damallsvenskan og Sveriges kvindefodboldlandshold. Hun har tidligere spillet for Mallbackens IF, Jitex BK og Torslanda IK.  
Hun fik sin officielle debut på det svenske landshold i 7. marts 2020 i et 1-2-nederlag mod Danmark, efter ellers også at være udtaget som tredjekeeper ved VM i fodbold 2019 i Frankrig. Hun blev også udtaget til landstræner Peter Gerhardssons officielle trup mod EM i fodbold for kvinder 2022 i England.
Falk var desuden med til at vinde olympiske sølvmedaljer med det svenske landshold ved Sommer-OL 2020.